# Spathipora longirima
Spathipora longirima är en mossdjursart som beskrevs av Canu och Bassler 1923. Spathipora longirima ingår i släktet Spathipora och familjen Spathiporidae. Inga underarter finns listade i Catalogue of Life.